# Neoharmsia
Neoharmsia là một chi rau đậu thuộc họ Fabaceae. 
Nó gồm các loài:
- Neoharmsia baronii
- Neoharmsia madagascariensis